# Rinorea wagemansii
Rinorea wagemansii är en violväxtart som beskrevs av Taton. Rinorea wagemansii ingår i släktet Rinorea och familjen violväxter. Inga underarter finns listade i Catalogue of Life.